# Водне поло на Чемпіонаті світу з водних видів спорту 2015 — жіночий турнір
Жіночий турнір з водного поло на Чемпіонаті світу з водних видів спорту 2015 пройшов у Казані (Росія) від 26 липня – 7 серпня.

## Команди
Африка
- ПАР

Америка
- Бразилія
- Канада
- США

Азія
- КНР
- Японія
- Казахстан

Європа
- Франція
- Греція
- Угорщина
- Італія
- Нідерланди
- Росія
- Іспанія

Океанія
- Австралія
- Нова Зеландія

## Формат
16 команд було розбито на чотири групи по чотири команди в кожній. Змагання в групах проходили за круговою системою. Найкращі команди з груп виходили напряму у чвертьфінал, тоді як друга і третя команди грали в плей-оф. Останні команди в групах грали розподільчі матчі за 13–16 місця. Починаючи зі стадії чвертьфіналу для визначення переможців застосовувалась нокаут-система. Команди, які зазнали поразки в плей-оф і чвертьфіналах, грали розподільчі матчі, щоб визначити своє остаточне місце в турнірній таблиці.

## Медалі
| Дисципліна     | Золото | Срібло | Бронза |
| -------------- | --- | --- | --- |
| Жіночий турнір | США Кемерін Крейґ Рейчел Феттел Макензі Фішер Кейлі Гілкріст Ешлі Гроссман Саманта Гілл Ешлі Джонсон Кортні Метьюсон Madeline Musselman Кейлі Гілкріст Мелісса Сейдеманн Меггі Стеффенс Еліс Вільямс | Нідерланди Лаура Аартс Амаренс Генее Дагмар Генее Ліке Клаассен Мауд Мегенс Маріус Нейхаус Вівіан Севеніх Ясемін Сміт Номі Стомпхорст Леоні ван дер Молен Сабріна ван дер Слоот Ісабелла ван Тоорн Деббі Віллемш | Італія Розарія Аєлло Лаура Барцон Роберта Б'янконі Таня ді Маріо Джулія Еммоло Тереза Фрассінетті Аріанна Гаріботті Джулія Горлеро Франческа Помері Еліза Квіроло Фредеріка Радіччі К'яра Табані Лаура Теані |

## Груповий етап

### Група A
| Поз | Команда       | І | В | Н | П | ГЗ | ГП | РГ  | О | Кваліфікація         |
| --- | ------------- | - | - | - | - | -- | -- | --- | - | -------------------- |
| 1   | Іспанія       | 3 | 3 | 0 | 0 | 49 | 15 | +34 | 6 | Вийшли у чвертьфінал |
| 2   | Канада        | 3 | 2 | 0 | 1 | 38 | 22 | +16 | 4 | Вийшли в плей-оф     |
| 3   | Казахстан     | 3 | 1 | 0 | 2 | 25 | 35 | −10 | 2 | Вийшли в плей-оф     |
| 4   | Нова Зеландія | 3 | 0 | 0 | 3 | 12 | 52 | −40 | 0 |                      |

| 26 липня 2015 09:30 | протокол | Канада                                   | 15 – 6 | Нова Зеландія | Казань Attendance: 865 Арбітр: Фабіо Тоффолі (BRA), Тадао Тахара (JPN) |
| 26 липня 2015 09:30 | протокол | Рахунок за періодами: 5–1, 2–3, 4–2, 4–0 |        |               | Казань Attendance: 865 Арбітр: Фабіо Тоффолі (BRA), Тадао Тахара (JPN) |
| 26 липня 2015 09:30 | протокол | М. Еггенс, Fournier 3                    | Голів  | Майлз 2       | Казань Attendance: 865 Арбітр: Фабіо Тоффолі (BRA), Тадао Тахара (JPN) |

| 26 липня 2015 10:50 | протокол | Казахстан                                | 7 – 14 | Іспанія  | Казань Attendance: 993 Арбітр: Анне Грандін (FRA), Ні Ши Вей (CHN) |
| 26 липня 2015 10:50 | протокол | Рахунок за періодами: 0–4, 2–5, 1–1, 4–4 |        |          | Казань Attendance: 993 Арбітр: Анне Грандін (FRA), Ні Ши Вей (CHN) |
| 26 липня 2015 10:50 | протокол | Міршина 3                                | Голів  | Пареха 5 | Казань Attendance: 993 Арбітр: Анне Грандін (FRA), Ні Ши Вей (CHN) |

| 28 липня 2015 20:10 | протокол | Іспанія                                  | 23 – 2 | Нова Зеландія              | Казань Attendance: 300 Арбітр: Урсула Венгенрот (SUI), Фабіо Тоффолі (BRA) |
| 28 липня 2015 20:10 | протокол | Рахунок за періодами: 3–0, 7–1, 5–1, 8–0 |        |                            | Казань Attendance: 300 Арбітр: Урсула Венгенрот (SUI), Фабіо Тоффолі (BRA) |
| 28 липня 2015 20:10 | протокол | Тарраго 6                                | Голів  | Д. Льюїс, Лопес Да Сілва 1 | Казань Attendance: 300 Арбітр: Урсула Венгенрот (SUI), Фабіо Тоффолі (BRA) |

| 28 липня 2015 21:30 | протокол | Канада                                   | 17 – 4 | Казахстан | Казань Attendance: 240 Арбітр: Дьордь Кун (HUN), Ні Ши Вей (CHN) |
| 28 липня 2015 21:30 | протокол | Рахунок за періодами: 4–1, 2–1, 3–2, 8–0 |        |           | Казань Attendance: 240 Арбітр: Дьордь Кун (HUN), Ні Ши Вей (CHN) |
| 28 липня 2015 21:30 | протокол | М. Еггенс 5                              | Голів  | Міршина 2 | Казань Attendance: 240 Арбітр: Дьордь Кун (HUN), Ні Ши Вей (CHN) |

| 30 липня 2015 13:30 | протокол | Канада                                   | 6 – 12 | Іспанія  | Казань Attendance: 321 Арбітр: Дьордь Кун (HUN), Марк Коганов (AZE) |
| 30 липня 2015 13:30 | протокол | Рахунок за періодами: 1–5, 2–4, 2–2, 1–1 |        |          | Казань Attendance: 321 Арбітр: Дьордь Кун (HUN), Марк Коганов (AZE) |
| 30 липня 2015 13:30 | протокол | М. Еггенс 2                              | Голів  | Пареха 3 | Казань Attendance: 321 Арбітр: Дьордь Кун (HUN), Марк Коганов (AZE) |

| 30 липня 2015 17:30 | протокол | Казахстан                                | 14 – 4 | Нова Зеландія | Казань Attendance: 985 Арбітр: Урсула Венгенрот (SUI), Тадао Тахара (JPN) |
| 30 липня 2015 17:30 | протокол | Рахунок за періодами: 3–0, 4–0, 4–1, 3–3 |        |               | Казань Attendance: 985 Арбітр: Урсула Венгенрот (SUI), Тадао Тахара (JPN) |
| 30 липня 2015 17:30 | протокол | Акілбаєва 6                              | Голів  | Д. Дьюїс 3    | Казань Attendance: 985 Арбітр: Урсула Венгенрот (SUI), Тадао Тахара (JPN) |

### Group B
| Поз | Команда    | І | В | Н | П | ГЗ | ГП | РГ  | О | Кваліфікація         |
| --- | ---------- | - | - | - | - | -- | -- | --- | - | -------------------- |
| 1   | Австралія  | 3 | 3 | 0 | 0 | 35 | 14 | +21 | 6 | Вийшли у чвертьфінал |
| 2   | Нідерланди | 3 | 2 | 0 | 1 | 38 | 18 | +20 | 4 | Вийшли в плей-оф     |
| 3   | Греція     | 3 | 1 | 0 | 2 | 36 | 22 | +14 | 2 | Вийшли в плей-оф     |
| 4   | ПАР        | 3 | 0 | 0 | 3 | 6  | 61 | −55 | 0 |                      |

| 26 липня 2015 12:10 | протокол | Австралія                                | 8 – 7 | Греція   | Казань Attendance: 1,035 Арбітр: Массіліміано Капуті (ITA), Сергій Наумов (RUS) |
| 26 липня 2015 12:10 | протокол | Рахунок за періодами: 2–1, 1–3, 2–1, 3–2 |       |          | Казань Attendance: 1,035 Арбітр: Массіліміано Капуті (ITA), Сергій Наумов (RUS) |
| 26 липня 2015 12:10 | протокол | Загейм 2                                 | Голів | Цукала 4 | Казань Attendance: 1,035 Арбітр: Массіліміано Капуті (ITA), Сергій Наумов (RUS) |

| 26 липня 2015 13:30 | протокол | ПАР                                      | 1 – 22 | Нідерланди | Казань Attendance: 1,049 Арбітр: Герман Меллер (ARG), Урсула Венгенрот (SUI) |
| 26 липня 2015 13:30 | протокол | Рахунок за періодами: 1–6, 0–5, 0–3, 0–8 |        |            | Казань Attendance: 1,049 Арбітр: Герман Меллер (ARG), Урсула Венгенрот (SUI) |
| 26 липня 2015 13:30 | протокол | Версфелд 1                               | Голів  | Клаассен 6 | Казань Attendance: 1,049 Арбітр: Герман Меллер (ARG), Урсула Венгенрот (SUI) |

| 28 липня 2015 09:30 | протокол | Нідерланди                               | 10 – 9 | Греція              | Казань Attendance: 280 Арбітр: Борис Маргета (SLO), Радослав Коризна (POL) |
| 28 липня 2015 09:30 | протокол | Рахунок за періодами: 2–3, 2–2, 5–2, 1–2 |        |                     | Казань Attendance: 280 Арбітр: Борис Маргета (SLO), Радослав Коризна (POL) |
| 28 липня 2015 09:30 | протокол | Ван дер Слоот 4                          | Голів  | Плевріту, Румпесі 2 | Казань Attendance: 280 Арбітр: Борис Маргета (SLO), Радослав Коризна (POL) |

| 28 липня 2015 10:50 | протокол | Австралія                                | 19 – 1 | ПАР        | Казань Attendance: 456 Арбітр: Анне Грандін (FRA), Тадао Тахара (JPN) |
| 28 липня 2015 10:50 | протокол | Рахунок за періодами: 6–0, 3–1, 7–0, 3–0 |        |            | Казань Attendance: 456 Арбітр: Анне Грандін (FRA), Тадао Тахара (JPN) |
| 28 липня 2015 10:50 | протокол | Саутерн 5                                | Голів  | Версфелд 1 | Казань Attendance: 456 Арбітр: Анне Грандін (FRA), Тадао Тахара (JPN) |

| 30 липня 2015 20:10 | протокол | Австралія                                | 8 – 6 | Нідерланди | Казань Attendance: 230 Арбітр: Массіліміано Капуті (ITA), Борис Маргета (SLO) |
| 30 липня 2015 20:10 | протокол | Рахунок за періодами: 2–0, 2–2, 3–2, 1–2 |       |            | Казань Attendance: 230 Арбітр: Массіліміано Капуті (ITA), Борис Маргета (SLO) |
| 30 липня 2015 20:10 | протокол | Саутерн, Загейм 2                        | Голів | Севеніх 2  | Казань Attendance: 230 Арбітр: Массіліміано Капуті (ITA), Борис Маргета (SLO) |

| 30 липня 2015 21:30 | протокол | ПАР                                      | 4 – 20 | Греція    | Казань Attendance: 130 Арбітр: Анне Грандін (FRA), Ні Ши Вей (CHN) |
| 30 липня 2015 21:30 | протокол | Рахунок за періодами: 1–5, 1–6, 1–4, 1–5 |        |           | Казань Attendance: 130 Арбітр: Анне Грандін (FRA), Ні Ши Вей (CHN) |
| 30 липня 2015 21:30 | протокол | Версфелд, Вайт 2                         | Голів  | Асімакі 5 | Казань Attendance: 130 Арбітр: Анне Грандін (FRA), Ні Ши Вей (CHN) |

### Група C
| Поз | Команда  | І | В | Н | П | ГЗ | ГП | РГ  | О | Кваліфікація         |
| --- | -------- | - | - | - | - | -- | -- | --- | - | -------------------- |
| 1   | Італія   | 3 | 3 | 0 | 0 | 40 | 18 | +22 | 6 | Вийшли у чвертьфінал |
| 2   | США      | 3 | 2 | 0 | 1 | 39 | 14 | +25 | 4 | Вийшли в плей-оф     |
| 3   | Бразилія | 3 | 1 | 0 | 2 | 19 | 36 | −17 | 2 | Вийшли в плей-оф     |
| 4   | Японія   | 3 | 0 | 0 | 3 | 13 | 43 | −30 | 0 |                      |

| 26 липня 2015 17:30 | протокол | Бразилія                                 | 2 – 13 | США        | Казань Attendance: 1,880 Арбітр: Діон Вілліс (RSA), Віктор Сальніченко (KAZ) |
| 26 липня 2015 17:30 | протокол | Рахунок за періодами: 0–6, 0–3, 1–2, 1–2 |        |            | Казань Attendance: 1,880 Арбітр: Діон Вілліс (RSA), Віктор Сальніченко (KAZ) |
| 26 липня 2015 17:30 | протокол | Шяппіні, Олівейра 1                      | Голів  | Стеффенс 3 | Казань Attendance: 1,880 Арбітр: Діон Вілліс (RSA), Віктор Сальніченко (KAZ) |

| 26 липня 2015 20:10 | протокол | Японія                                   | 3 – 15 | Італія              | Казань Attendance: 2,286 Арбітр: Францешк Бух (ESP), Марк Коганов (AZE) |
| 26 липня 2015 20:10 | протокол | Рахунок за періодами: 0–5, 1–3, 2–2, 0–5 |        |                     | Казань Attendance: 2,286 Арбітр: Францешк Бух (ESP), Марк Коганов (AZE) |
| 26 липня 2015 20:10 | протокол | three players 1                          | Голів  | Гаріботті, Табані 3 | Казань Attendance: 2,286 Арбітр: Францешк Бух (ESP), Марк Коганов (AZE) |

| 28 липня 2015 12:10 | протокол | Італія                                   | 10 – 9 | США      | Казань Attendance: 529 Арбітр: Георгіос Ставрідіс (GRE), Корі Вільямс (NZL) |
| 28 липня 2015 12:10 | протокол | Рахунок за періодами: 4–2, 2–1, 2–4, 2–2 |        |          | Казань Attendance: 529 Арбітр: Георгіос Ставрідіс (GRE), Корі Вільямс (NZL) |
| 28 липня 2015 12:10 | протокол | Б'янконі 4                               | Голів  | Феттел 5 | Казань Attendance: 529 Арбітр: Георгіос Ставрідіс (GRE), Корі Вільямс (NZL) |

| 28 липня 2015 13:30 | протокол | Бразилія                                 | 11 – 8 | Японія   | Казань Attendance: 543 Арбітр: Стефані Рой (CAN), Віктор Сальніченко (KAZ) |
| 28 липня 2015 13:30 | протокол | Рахунок за періодами: 4–2, 2–1, 4–3, 1–2 |        |          | Казань Attendance: 543 Арбітр: Стефані Рой (CAN), Віктор Сальніченко (KAZ) |
| 28 липня 2015 13:30 | протокол | Шяппіні 5                                | Голів  | Накано 3 | Казань Attendance: 543 Арбітр: Стефані Рой (CAN), Віктор Сальніченко (KAZ) |

| 30 липня 2015 09:30 | протокол | Бразилія                                 | 6 – 15 | Італія              | Казань Attendance: 617 Арбітр: Корі Вільямс (NZL), Віктор Сальніченко (KAZ) |
| 30 липня 2015 09:30 | протокол | Рахунок за періодами: 0–3, 1–5, 3–3, 2–4 |        |                     | Казань Attendance: 617 Арбітр: Корі Вільямс (NZL), Віктор Сальніченко (KAZ) |
| 30 липня 2015 09:30 | протокол | Олівейра 4                               | Голів  | Б'янконі, Радіччі 3 | Казань Attendance: 617 Арбітр: Корі Вільямс (NZL), Віктор Сальніченко (KAZ) |

| 30 липня 2015 10:50 | протокол | Японія                                   | 2 – 17 | США        | Казань Attendance: 729 Арбітр: Діон Вілліс (RSA), Воджин Путнікович (SRB) |
| 30 липня 2015 10:50 | протокол | Рахунок за періодами: 0–4, 0–4, 1–6, 1–3 |        |            | Казань Attendance: 729 Арбітр: Діон Вілліс (RSA), Воджин Путнікович (SRB) |
| 30 липня 2015 10:50 | протокол | Накано 2                                 | Голів  | Стеффенс 4 | Казань Attendance: 729 Арбітр: Діон Вілліс (RSA), Воджин Путнікович (SRB) |

### Група D
| Поз | Команда  | І | В | Н | П | ГЗ | ГП | РГ  | О | Кваліфікація         |
| --- | -------- | - | - | - | - | -- | -- | --- | - | -------------------- |
| 1   | Росія    | 3 | 2 | 1 | 0 | 38 | 25 | +13 | 5 | Вийшли у чвертьфінал |
| 2   | КНР      | 3 | 2 | 1 | 0 | 31 | 21 | +10 | 5 | Вийшли в плей-оф     |
| 3   | Угорщина | 3 | 1 | 0 | 2 | 37 | 25 | +12 | 2 | Вийшли в плей-оф     |
| 4   | Франція  | 3 | 0 | 0 | 3 | 12 | 47 | −35 | 0 |                      |

| 26 липня 2015 18:50 | протокол | Росія                                    | 16 – 5 | Франція | Казань Attendance: 2,164 Арбітр: Петер де Йонг (NED), Стефані Рой (CAN) |
| 26 липня 2015 18:50 | протокол | Рахунок за періодами: 5–1, 3–2, 4–1, 4–1 |        |         | Казань Attendance: 2,164 Арбітр: Петер де Йонг (NED), Стефані Рой (CAN) |
| 26 липня 2015 18:50 | протокол | Карімова, Прокоф'єва 3                   | Голів  | Гіє 3   | Казань Attendance: 2,164 Арбітр: Петер де Йонг (NED), Стефані Рой (CAN) |

| 26 липня 2015 21:30 | протокол | Угорщина                                 | 8 – 9 | КНР            | Казань Attendance: 200 Арбітр: Деніел Флейхайв (AUS), Ненад Періс (CRO) |
| 26 липня 2015 21:30 | протокол | Рахунок за періодами: 1–4, 4–1, 2–1, 1–3 |       |                | Казань Attendance: 200 Арбітр: Деніел Флейхайв (AUS), Ненад Періс (CRO) |
| 26 липня 2015 21:30 | протокол | Анталь 2                                 | Голів | Чжао Цзихань 4 | Казань Attendance: 200 Арбітр: Деніел Флейхайв (AUS), Ненад Періс (CRO) |

| 28 липня 2015 17:30 | протокол | Франція                                  | 4 – 13 | КНР            | Казань Attendance: 1,700 Арбітр: Адріан Александреску (ROU), Петер де Йонг (NED) |
| 28 липня 2015 17:30 | протокол | Рахунок за періодами: 1–2, 1–0, 1–6, 1–5 |        |                | Казань Attendance: 1,700 Арбітр: Адріан Александреску (ROU), Петер де Йонг (NED) |
| 28 липня 2015 17:30 | протокол | Гіє 2                                    | Голів  | Ню Гуаньнань 6 | Казань Attendance: 1,700 Арбітр: Адріан Александреску (ROU), Петер де Йонг (NED) |

| 28 липня 2015 18:50 | протокол | Угорщина                                 | 11 – 13 | Росія      | Казань Attendance: 2,123 Арбітр: Ненад Періс (CRO), Джозеф Пейла (USA) |
| 28 липня 2015 18:50 | протокол | Рахунок за періодами: 3–1, 3–4, 4–3, 1–5 |         |            | Казань Attendance: 2,123 Арбітр: Ненад Періс (CRO), Джозеф Пейла (USA) |
| 28 липня 2015 18:50 | протокол | Кетсхельї 3                              | Голів   | Лісунова 3 | Казань Attendance: 2,123 Арбітр: Ненад Періс (CRO), Джозеф Пейла (USA) |

| 30 липня 2015 12:10 | протокол | Угорщина                                 | 18 – 3 | Франція | Казань Attendance: 372 Арбітр: Герман Меллер (ARG), Станко Івановскі (MNE) |
| 30 липня 2015 12:10 | протокол | Рахунок за періодами: 5–1, 1–1, 7–0, 5–1 |        |         | Казань Attendance: 372 Арбітр: Герман Меллер (ARG), Станко Івановскі (MNE) |
| 30 липня 2015 12:10 | протокол | Буйка 6                                  | Голів  | Гіє 2   | Казань Attendance: 372 Арбітр: Герман Меллер (ARG), Станко Івановскі (MNE) |

| 30 липня 2015 18:50 | протокол | Росія                                    | 9 – 9 | КНР            | Казань Attendance: 2,653 Арбітр: Георгіос Ставрідіс (GRE), Джозеф Пейла (USA) |
| 30 липня 2015 18:50 | протокол | Рахунок за періодами: 3–2, 1–2, 3–2, 2–3 |       |                | Казань Attendance: 2,653 Арбітр: Георгіос Ставрідіс (GRE), Джозеф Пейла (USA) |
| 30 липня 2015 18:50 | протокол | Карімова, Прокоф'єва 3                   | Голів | Ню Гуаньнань 4 | Казань Attendance: 2,653 Арбітр: Георгіос Ставрідіс (GRE), Джозеф Пейла (USA) |

## Ігри на вибування

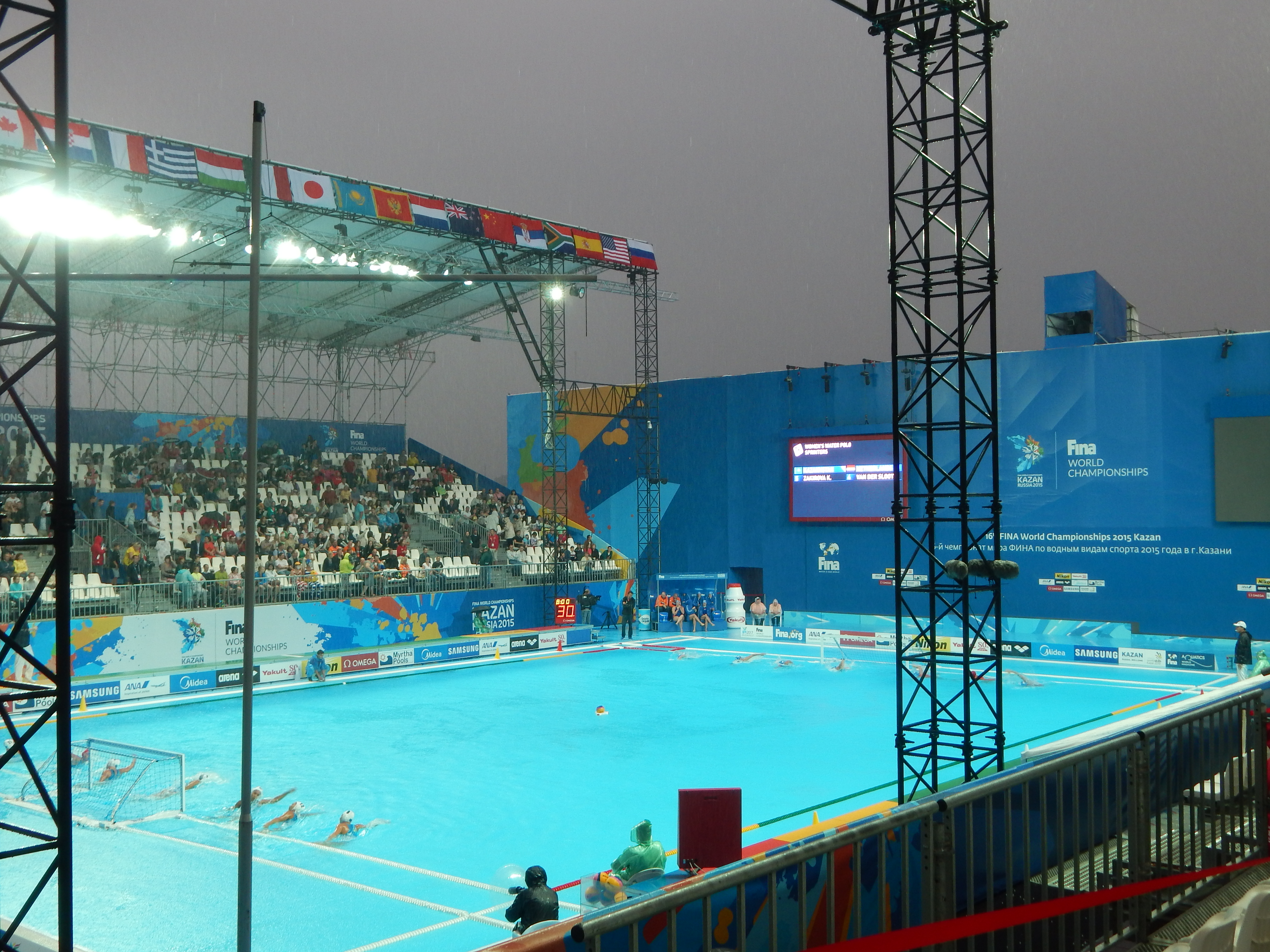
Гра плей-оф між Нідерландами і Казахстаном проходила під час зливи

Чемпіонська сітка
Шаблон:Раунд12-with play-offs and third

### Плей-оф
| 1 серпня 2015 13:30 | протокол | Канада                                   | 5 – 8 | Греція        | Казань Attendance: 2,055 Арбітр: Герман Меллер (ARG), Воджин Путнікович (SRB) |
| 1 серпня 2015 13:30 | протокол | Рахунок за періодами: 3–3, 1–1, 0–2, 1–2 |       |               | Казань Attendance: 2,055 Арбітр: Герман Меллер (ARG), Воджин Путнікович (SRB) |
| 1 серпня 2015 13:30 | протокол | Валін 2                                  | Голів | Харалампіді 3 | Казань Attendance: 2,055 Арбітр: Герман Меллер (ARG), Воджин Путнікович (SRB) |

| 1 серпня 2015 17:30 | протокол | Казахстан                                | 1 – 21 | Нідерланди | Казань Attendance: 2,150 Арбітр: Джозеф Пейла (AUS), Корі Вільямс (NZL) |
| 1 серпня 2015 17:30 | протокол | Рахунок за періодами: 0–4, 0–7, 0–6, 1–4 |        |            | Казань Attendance: 2,150 Арбітр: Джозеф Пейла (AUS), Корі Вільямс (NZL) |
| 1 серпня 2015 17:30 | протокол | Міршина 1                                | Голів  | Сміт 5     | Казань Attendance: 2,150 Арбітр: Джозеф Пейла (AUS), Корі Вільямс (NZL) |

| 1 серпня 2015 18:50 | протокол | США                                      | 12 – 7 | Угорщина    | Казань Attendance: 780 Арбітр: Урсула Венгенрот (SUI), Деніел Флейхайв (AUS) |
| 1 серпня 2015 18:50 | протокол | Рахунок за періодами: 3–1, 4–1, 4–1, 1–4 |        |             | Казань Attendance: 780 Арбітр: Урсула Венгенрот (SUI), Деніел Флейхайв (AUS) |
| 1 серпня 2015 18:50 | протокол | Феттел 4                                 | Голів  | Кетсхельї 3 | Казань Attendance: 780 Арбітр: Урсула Венгенрот (SUI), Деніел Флейхайв (AUS) |

| 1 серпня 2015 20:10 | протокол | Бразилія                                 | 8 – 10 | КНР                | Казань Attendance: 350 Арбітр: Стефані Рой (CAN), Діон Вілліс (RSA) |
| 1 серпня 2015 20:10 | протокол | Рахунок за періодами: 1–2, 1–3, 4–3, 2–2 |        |                    | Казань Attendance: 350 Арбітр: Стефані Рой (CAN), Діон Вілліс (RSA) |
| 1 серпня 2015 20:10 | протокол | Шяппіні 5                                | Голів  | Троє гравчинь по 2 | Казань Attendance: 350 Арбітр: Стефані Рой (CAN), Діон Вілліс (RSA) |

### Чвертьфінали
| 3 серпня 2015 17:30 | протокол | Іспанія                                  | 5 – 8 | США                | Казань Attendance: 1,460 Арбітр: Массіліміано Капуті (ITA), Георгіос Ставрідіс (GRE) |
| 3 серпня 2015 17:30 | протокол | Рахунок за періодами: 0–2, 2–3, 2–1, 1–2 |       |                    | Казань Attendance: 1,460 Арбітр: Массіліміано Капуті (ITA), Георгіос Ставрідіс (GRE) |
| 3 серпня 2015 17:30 | протокол | Еспар 2                                  | Голів | Феттел, Гілкріст 2 | Казань Attendance: 1,460 Арбітр: Массіліміано Капуті (ITA), Георгіос Ставрідіс (GRE) |

| 3 серпня 2015 18:50 | протокол | Росія                                    | 9 – 10 | Нідерланди         | Казань Attendance: 2,319 Арбітр: Ненад Періс (CRO), Адріан Александреску (ROU) |
| 3 серпня 2015 18:50 | протокол | Рахунок за періодами: 1–4, 4–3, 2–1, 2–2 |        |                    | Казань Attendance: 2,319 Арбітр: Ненад Періс (CRO), Адріан Александреску (ROU) |
| 3 серпня 2015 18:50 | протокол | Іванова, Карімова 3                      | Голів  | Мегенс, Клаассен 3 | Казань Attendance: 2,319 Арбітр: Ненад Періс (CRO), Адріан Александреску (ROU) |

| 3 серпня 2015 20:10 | протокол | Австралія                                              | 7 – 7 | КНР                         | Казань Attendance: 370 Арбітр: Францешк Бух (ESP), Воджин Путнікович (SRB) |
| 3 серпня 2015 20:10 | протокол | Рахунок за періодами: 2–3, 0–1, 4–2, 1–1 Пенальті: 5–3 |       |                             | Казань Attendance: 370 Арбітр: Францешк Бух (ESP), Воджин Путнікович (SRB) |
| 3 серпня 2015 20:10 | протокол | семеро гравчинь по 1                                   | Голів | Сун Дунлунь, Чжао Цзихань 2 | Казань Attendance: 370 Арбітр: Францешк Бух (ESP), Воджин Путнікович (SRB) |

| 3 серпня 2015 21:30 | протокол | Італія                                   | 9 – 6 | Греція        | Казань Арбітр: Марк Коганов (AZE), Радослав Коризна (POL) |
| 3 серпня 2015 21:30 | протокол | Рахунок за періодами: 1–0, 3–3, 3–2, 2–1 |       |               | Казань Арбітр: Марк Коганов (AZE), Радослав Коризна (POL) |
| 3 серпня 2015 21:30 | протокол | Ді Маріо 4                               | Голів | Харалампіді 3 | Казань Арбітр: Марк Коганов (AZE), Радослав Коризна (POL) |

### Півфінали за 13-16-те місця
| 1 серпня 2015 10:50 | протокол | Нова Зеландія                            | 11 – 3 | ПАР                | Казань Attendance: 1,357 Арбітр: Анне Грандін (FRA), Тадао Тахара (JPN) |
| 1 серпня 2015 10:50 | протокол | Рахунок за періодами: 2–0, 2–0, 4–3, 3–0 |        |                    | Казань Attendance: 1,357 Арбітр: Анне Грандін (FRA), Тадао Тахара (JPN) |
| 1 серпня 2015 10:50 | протокол | Майлз 3                                  | Голів  | троє гравчинь по 1 | Казань Attendance: 1,357 Арбітр: Анне Грандін (FRA), Тадао Тахара (JPN) |

| 1 серпня 2015 12:10 | протокол | Японія                                   | 6 – 9 | Франція | Казань Attendance: 1,969 Арбітр: Фабіо Тоффолі (BRA), Петер де Йонг (NED) |
| 1 серпня 2015 12:10 | протокол | Рахунок за періодами: 3–2, 1–4, 1–1, 1–2 |       |         | Казань Attendance: 1,969 Арбітр: Фабіо Тоффолі (BRA), Петер де Йонг (NED) |
| 1 серпня 2015 12:10 | протокол | Юмі 2                                    | Голів | Гіє 5   | Казань Attendance: 1,969 Арбітр: Фабіо Тоффолі (BRA), Петер де Йонг (NED) |

### Півфінали за 9-12-те місця
| 3 серпня 2015 12:10 | протокол | Канада                                   | 7 – 10 | Угорщина    | Казань Attendance: 274 Арбітр: Урсула Венгенрот (SUI), Корі Вільямс (NZL) |
| 3 серпня 2015 12:10 | протокол | Рахунок за періодами: 1–2, 2–2, 3–2, 1–4 |        |             | Казань Attendance: 274 Арбітр: Урсула Венгенрот (SUI), Корі Вільямс (NZL) |
| 3 серпня 2015 12:10 | протокол | Райт 2                                   | Голів  | Кестхельї 4 | Казань Attendance: 274 Арбітр: Урсула Венгенрот (SUI), Корі Вільямс (NZL) |

| 3 серпня 2015 13:30 | протокол | Казахстан                                | 5 – 10 | Бразилія  | Казань Attendance: 155 Арбітр: Анне Грандін (FRA), Ні Ши Вей (CHN) |
| 3 серпня 2015 13:30 | протокол | Рахунок за періодами: 1–2, 0–4, 2–4, 2–0 |        |           | Казань Attendance: 155 Арбітр: Анне Грандін (FRA), Ні Ши Вей (CHN) |
| 3 серпня 2015 13:30 | протокол | Міршина 3                                | Голів  | Шяппіні 3 | Казань Attendance: 155 Арбітр: Анне Грандін (FRA), Ні Ши Вей (CHN) |

### Півфінали за 5-8-ме місця
| 5 серпня 2015 15:30 | протокол | Іспанія                                  | 9 – 10 | КНР                         | Казань Attendance: 297 Арбітр: Джозеф Пейла (USA), Деніел Флейхайв (AUS) |
| 5 серпня 2015 15:30 | протокол | Рахунок за періодами: 3–3, 2–1, 2–4, 2–2 |        |                             | Казань Attendance: 297 Арбітр: Джозеф Пейла (USA), Деніел Флейхайв (AUS) |
| 5 серпня 2015 15:30 | протокол | Форка 3                                  | Голів  | Сун Дунлунь, Чжао Цзихань 4 | Казань Attendance: 297 Арбітр: Джозеф Пейла (USA), Деніел Флейхайв (AUS) |

| 5 серпня 2015 17:00 | протокол | Греція                                                 | 12 – 12 | Росія     | Казань Attendance: 690 Арбітр: Адріан Александреску (ROU), Дьордь Кун (HUN) |
| 5 серпня 2015 17:00 | протокол | Рахунок за періодами: 4–3, 1–4, 3–2, 4–3 Пенальті: 4–3 |         |           | Казань Attendance: 690 Арбітр: Адріан Александреску (ROU), Дьордь Кун (HUN) |
| 5 серпня 2015 17:00 | протокол | Румпесі 3                                              | Голів   | Іванова 4 | Казань Attendance: 690 Арбітр: Адріан Александреску (ROU), Дьордь Кун (HUN) |

### Півфінали
| 5 серпня 2015 20:30 | протокол | США                                      | 8 – 6 | Австралія           | Казань Attendance: 1,007 Арбітр: Борис Маргета (SLO), Георгіос Ставрідіс (GRE) |
| 5 серпня 2015 20:30 | протокол | Рахунок за періодами: 2–2, 3–3, 1–0, 2–1 |       |                     | Казань Attendance: 1,007 Арбітр: Борис Маргета (SLO), Георгіос Ставрідіс (GRE) |
| 5 серпня 2015 20:30 | протокол | Феттел, Стеффенс 2                       | Голів | шість гравчинь по 1 | Казань Attendance: 1,007 Арбітр: Борис Маргета (SLO), Георгіос Ставрідіс (GRE) |

| 5 серпня 2015 22:00 | протокол | Італія                                                 | 5 – 5 | Нідерланди | Казань Attendance: 717 Арбітр: Сергій Наумов (RUS), Ненад Періс (CRO) |
| 5 серпня 2015 22:00 | протокол | Рахунок за періодами: 0–2, 1–3, 1–0, 3–0 Пенальті: 4–5 |       |            | Казань Attendance: 717 Арбітр: Сергій Наумов (RUS), Ненад Періс (CRO) |
| 5 серпня 2015 22:00 | протокол | Радіччі 2                                              | Голів | Мегенс 4   | Казань Attendance: 717 Арбітр: Сергій Наумов (RUS), Ненад Періс (CRO) |

### Матч за 15-те місце
| 3 серпня 2015 09:30 | протокол | ПАР                                      | 7 – 15 | Японія | Казань Attendance: 329 Арбітр: Петер де Йонг (NED), Герман Меллер (ARG) |
| 3 серпня 2015 09:30 | протокол | Рахунок за періодами: 0–2, 0–2, 3–8, 4–3 |        |        | Казань Attendance: 329 Арбітр: Петер де Йонг (NED), Герман Меллер (ARG) |
| 3 серпня 2015 09:30 | протокол | Вайт 2                                   | Голів  | Юмі 4  | Казань Attendance: 329 Арбітр: Петер де Йонг (NED), Герман Меллер (ARG) |

### Матч за 13-те місце
| 3 серпня 2015 10:50 | протокол | Нова Зеландія                            | 7 – 6 | Франція        | Казань Attendance: 400 Арбітр: Діон Вілліс (RSA), Стефані Рой (CAN) |
| 3 серпня 2015 10:50 | протокол | Рахунок за періодами: 1–2, 3–2, 1–2, 2–0 |       |                | Казань Attendance: 400 Арбітр: Діон Вілліс (RSA), Стефані Рой (CAN) |
| 3 серпня 2015 10:50 | протокол | Майлз 2                                  | Голів | Мілло, Тарді 2 | Казань Attendance: 400 Арбітр: Діон Вілліс (RSA), Стефані Рой (CAN) |

### Матч за 11-те місце
| 5 серпня 2015 10:50 | протокол | Канада                                   | 20 – 4 | Казахстан | Казань Attendance: 235 Арбітр: Анне Грандін (FRA), Корі Вільямс (NZL) |
| 5 серпня 2015 10:50 | протокол | Рахунок за періодами: 4–1, 5–1, 5–2, 6–0 |        |           | Казань Attendance: 235 Арбітр: Анне Грандін (FRA), Корі Вільямс (NZL) |
| 5 серпня 2015 10:50 | протокол | М. Еггенс 5                              | Голів  | Міршина 2 | Казань Attendance: 235 Арбітр: Анне Грандін (FRA), Корі Вільямс (NZL) |

### Матч за 9-те місце
| 5 серпня 2015 12:10 | протокол | Угорщина                                 | 22 – 7 | Бразилія          | Казань Attendance: 205 Арбітр: Урсула Венгенрот (SUI), Діон Вілліс (RSA) |
| 5 серпня 2015 12:10 | протокол | Рахунок за періодами: 5–2, 6–2, 6–0, 5–3 |        |                   | Казань Attendance: 205 Арбітр: Урсула Венгенрот (SUI), Діон Вілліс (RSA) |
| 5 серпня 2015 12:10 | протокол | Кестхельї 5                              | Голів  | Шяппіні, Забліт 2 | Казань Attendance: 205 Арбітр: Урсула Венгенрот (SUI), Діон Вілліс (RSA) |

### Матч за 7-ме місце
| 7 серпня 2015 14:00 | протокол | Іспанія                                  | 15 – 10 | Росія     | Казань Attendance: 1,336 Арбітр: Radoslaw Korzyna (POL), Ненад Періс (CRO) |
| 7 серпня 2015 14:00 | протокол | Рахунок за періодами: 5–3, 3–4, 4–1, 3–2 |         |           | Казань Attendance: 1,336 Арбітр: Radoslaw Korzyna (POL), Ненад Періс (CRO) |
| 7 серпня 2015 14:00 | протокол | Тарраго 4                                | Голів   | Іванова 3 | Казань Attendance: 1,336 Арбітр: Radoslaw Korzyna (POL), Ненад Періс (CRO) |

### Матч за 5-те місце
| 7 серпня 2015 15:30 | протокол | КНР                                                    | 9 – 9 | Греція    | Казань Attendance: 940 Арбітр: Марк Коганов (AZE), Дьордь Кун (HUN) |
| 7 серпня 2015 15:30 | протокол | Рахунок за періодами: 4–2, 1–3, 2–1, 2–3 Пенальті: 4–3 |       |           | Казань Attendance: 940 Арбітр: Марк Коганов (AZE), Дьордь Кун (HUN) |
| 7 серпня 2015 15:30 | протокол | Ню Гуаньнань 5                                         | Голів | Асімакі 4 | Казань Attendance: 940 Арбітр: Марк Коганов (AZE), Дьордь Кун (HUN) |

### Матч за третє місце
| 7 серпня 2015 20:30 | протокол | Австралія                                              | 7 – 7 | Італія     | Казань Attendance: 1,508 Арбітр: Францешк Бух (ESP), Воджин Путнікович (SRB) |
| 7 серпня 2015 20:30 | протокол | Рахунок за періодами: 2–3, 1–2, 2–0, 2–2 Пенальті: 3–5 |       |            | Казань Attendance: 1,508 Арбітр: Францешк Бух (ESP), Воджин Путнікович (SRB) |
| 7 серпня 2015 20:30 | протокол | Саутерн, Вебстер 2                                     | Голів | Ді Маріо 3 | Казань Attendance: 1,508 Арбітр: Францешк Бух (ESP), Воджин Путнікович (SRB) |

### Фінал
| 7 серпня 2015 22:00 | протокол | США                                      | 5 – 4 | Нідерланди | Казань Attendance: 2,305 Арбітр: Сергій Наумов (RUS), Массіліміано Капуті (ITA) |
| 7 серпня 2015 22:00 | протокол | Рахунок за періодами: 0–1, 2–1, 3–1, 0–1 |       |            | Казань Attendance: 2,305 Арбітр: Сергій Наумов (RUS), Массіліміано Капуті (ITA) |
| 7 серпня 2015 22:00 | протокол | Феттел 2                                 | Голів | Мегенс 2   | Казань Attendance: 2,305 Арбітр: Сергій Наумов (RUS), Массіліміано Капуті (ITA) |

## Підсумкове положення
| Місце | Team          |
| ----- | ------------- |
| 1     | США           |
| 2     | Нідерланди    |
| 3     | Італія        |
| 4     | Австралія     |
| 5     | КНР           |
| 6     | Греція        |
| 7     | Іспанія       |
| 8     | Росія         |
| 9     | Угорщина      |
| 10    | Бразилія      |
| 11    | Канада        |
| 12    | Казахстан     |
| 13    | Нова Зеландія |
| 14    | Франція       |
| 15    | Японія        |
| 16    | ПАР           |